# Ramon Faus i Cerqueda
Ramon Faus i Cerqueda (Castellciutat -La Seu d'Urgell-, Alt Urgell, 1835-1895) fou un mestre d'escola de fortes conviccions catalanistes i aquesta actitud també es va palesar en les seues activitats pedagògiques. Corresponsal de La Renaixença, fou designat delegat a les Assemblees de Manresa (1892), Reus (1893), Balaguer (1894) i Olot (1895). Va morir l'any 1895 a Castellciutat victima d'una pulmonia.